# Hepatosplenomegalie
Hepatosplenomegalia reprezintă o hepatomegalie asociată cu splenomegalie, determinată de o serie de maladii generale sau ale parenchimului hepatic (tuberculoză, amiloidoză, malarie, sifilis, boală Banti, ciroză hipertrofică).